# Leefmansia bicolor
Leefmansia bicolor är en stekelart som beskrevs av James Waterston 1928. Leefmansia bicolor ingår i släktet Leefmansia och familjen sköldlussteklar.
Artens utbredningsområde är Papua Nya Guinea. Inga underarter finns listade i Catalogue of Life.